# بيرة أوكوسيم
بيرة Okocim

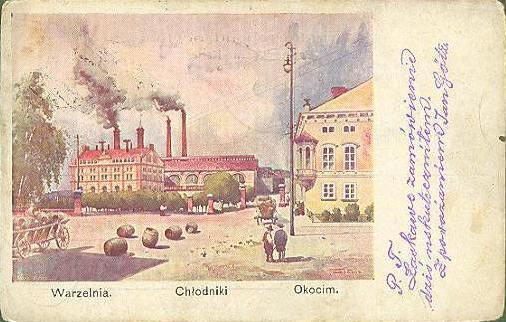
مصنع جعة Okocim على بطاقة بريدية من عام 1900. تسرد التسمية التوضيحية ، من اليسار إلى اليمين "مصنع الجعة". تبريد. أوكوسيم ".

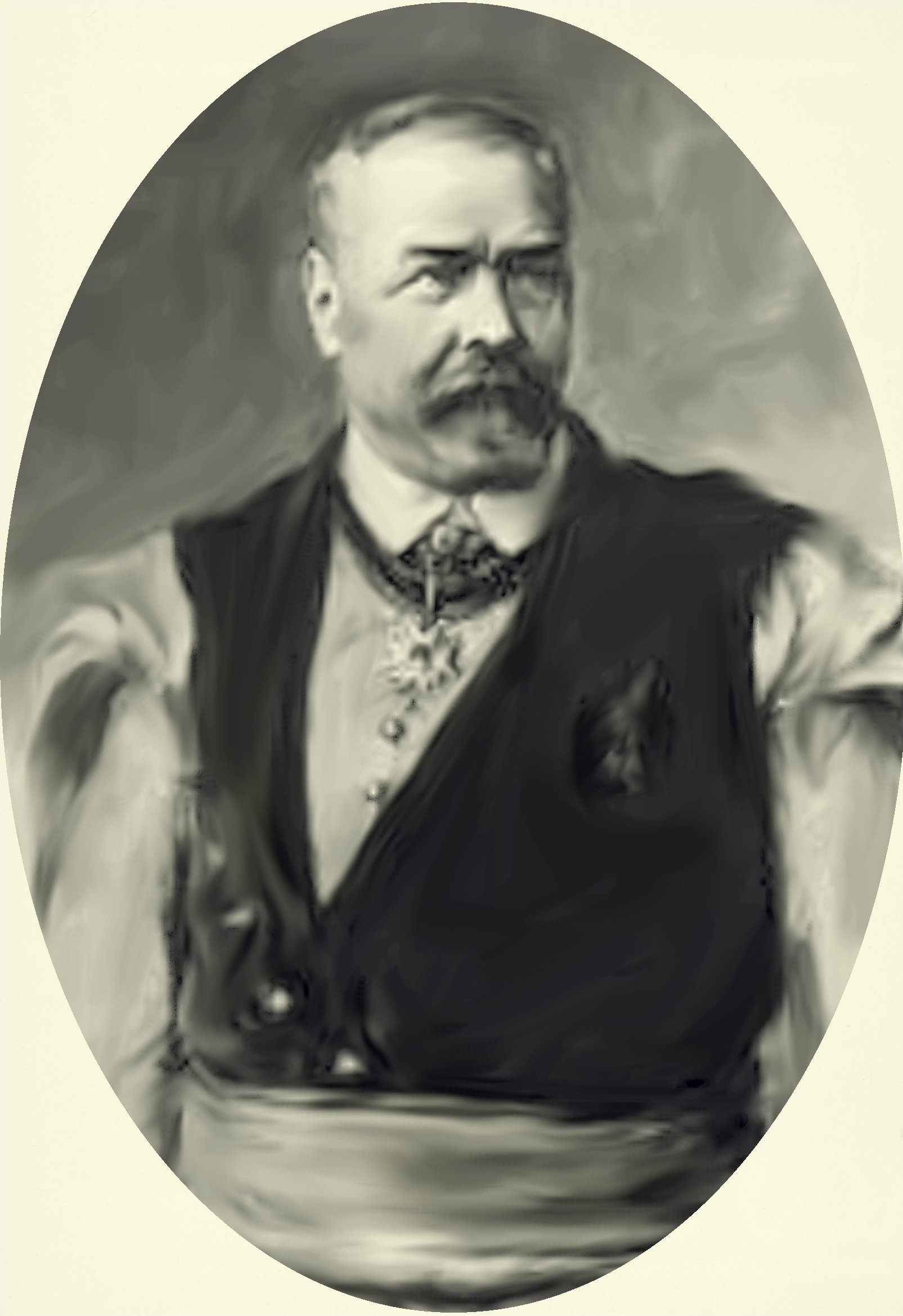
يوهان إيفانجيليست جوتز ، مؤسس مصنع الجعة.

مصنع بيرة تأسس في عام 1845 في مدينة برزيسكو (Brzesko) في جنوب شرق بولندا.

## التاريخ

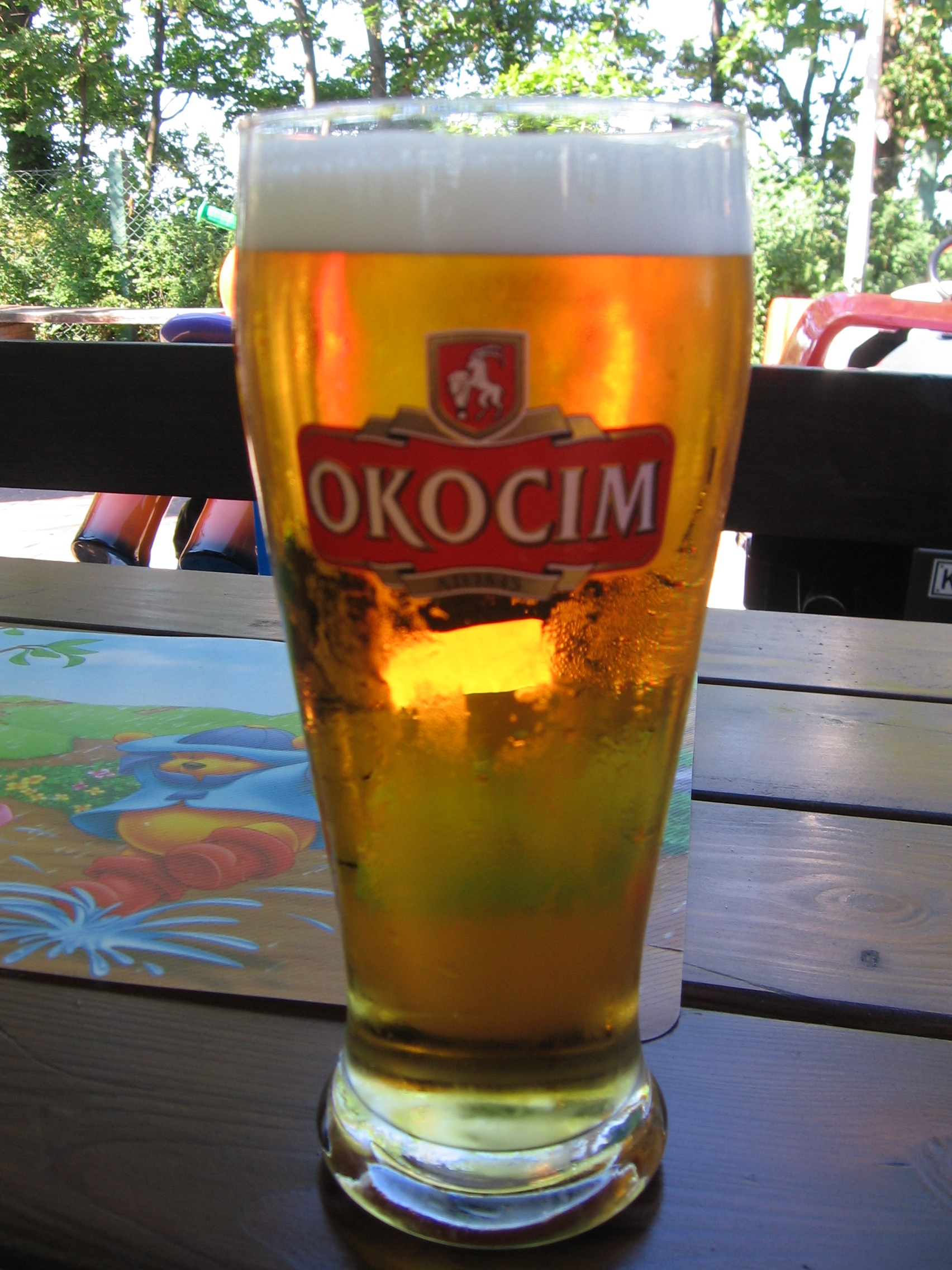
بيرة أوكوسيم.

أنشئ مصنع البيرة في عام 1845 من قبل يوهان إيفانجيليست جوتز (1815-1893)، وهو صانع بيرة ألماني ولد في ويرتنبرج، إضافة إلى زميله جوزيف نيومان من النمسا-المجر.  خمرت الدفعة الأولى من البيرة في 23 فبراير 1846.

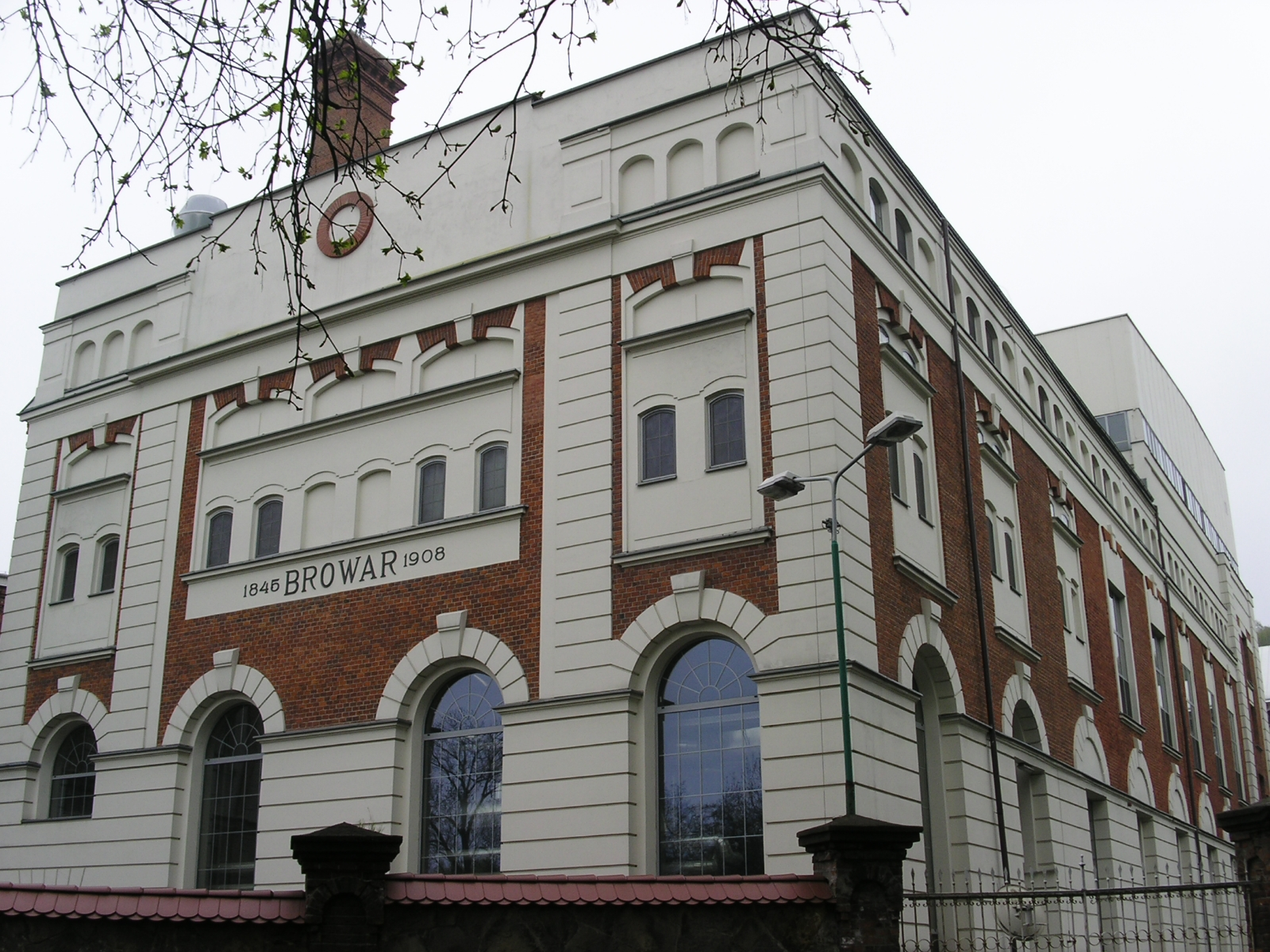
مبنى الجعة

بعد وفاة نيومان، أصبح جوتز المالك الوحيد لمصنع الجعة. قام بتحديث المصنع وتوسعتهـ إضافة إلى تدشينه بيت ضيافة في عام 1875.
في عام 1884 زار مصنع الجعة JC Jacobsen مؤسس مصنع Carlsberg للبيرة في الدنمارك . 

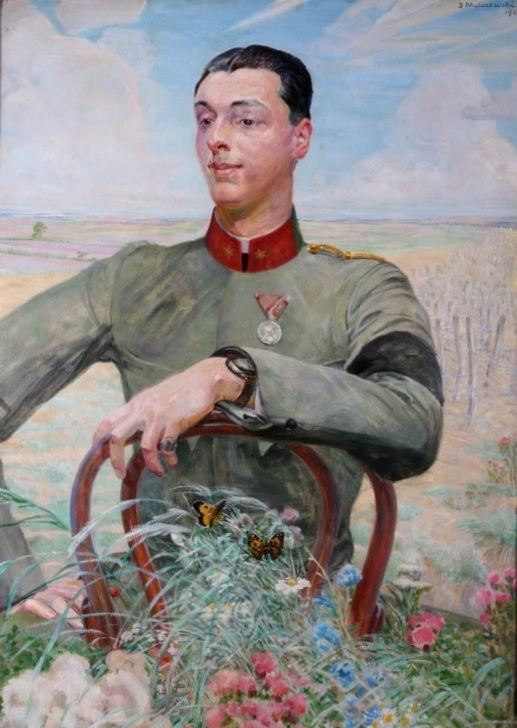
صورة لأنطوني جان جويتز-أوكوسيميسكي بواسطة جاسيك مالتشفسكي.

في مطلع القرن العشرين، كان المصنع أكبر مصنع البيرة في أراضي الكومنولث البولندي الليتواني السابق (الذي قسمته روسيا والنمسا وبروسيا في نهاية القرن الثامن عشر)،وبحلول عام 1911 ، كان خامس أكبر مصنع في البلاد، حيث بلغ الإنتاج السنوي له 380 ألف هكتوليتر .  

## روابط خارجية
- مجموعة Carlsberg في بولندا